# 辽宁古生物博物馆
辽宁古生物博物馆（英語：Paleontological Museum of Liaoning），位于辽宁省沈阳市皇姑区，由辽宁省国土资源厅和沈阳师范大学共同建设，为中国最大的古生物博物馆，2020年被列入第四批国家二级博物馆名单。

## 历史
2005年8月，经辽宁省政府批准，辽宁省国土资源厅与沈阳师范大学签署协议，合作建设辽宁古生物博物馆。博物馆于2007年6月6日正式动工，2009年7月基本完成总体建筑外部施工，并于2009年9月开始内部装潢与布展，2011年5月21日正式对外开放。
2022年，辽宁古生物博物馆入选2021-2025年度首批全国科普教育基地。
辽宁古生物博物馆本馆占地面积19000平方米，建筑面积15000平方米，建筑外形灵感来源于断层和火山熔岩等地质体和巨型恐龙，在建筑设计上对二者的元素进行了融合。由于建筑外形的特殊性，博物馆的参观顺序相对特殊，游客在验票安检进入博物馆区域后，需要先沿建筑外部楼梯上到四楼，并自上而下按照地质年代顺序逐层参观，最终于1层出口离开博物馆。

## 展览陈列

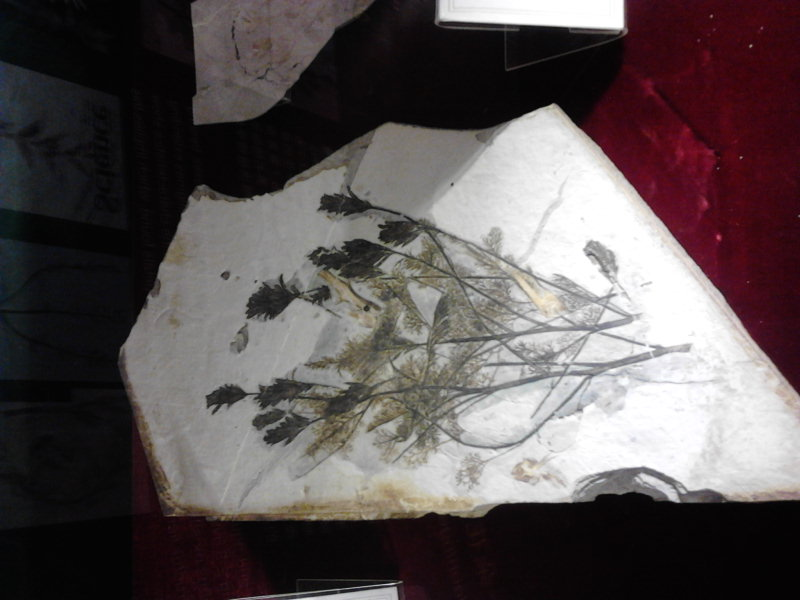
于本馆展出的辽宁古果化石

辽宁古生物博物馆展厅共4层，大致按照地质年代顺序设置8个常设展厅，16个展区，涵盖地球与早期生命、热河生物群、国际古生物化石、辽宁大型恐龙等主题。博物馆1层设置有小型临时展厅，可供临展使用。除展厅外，博物馆2层设置有互动科普厅及体验性游览设施，1层设置纪念品商店。
馆内著名展品包括世界上迄今为止已知的第一朵花辽宁古果及中华古果标本，孔子鸟、中华龙鸟等部分热河群动物化石，赵氏翔龙、赫氏近鸟龙等恐龙化石。

## 参观事项

### 开放时间
展馆实行免费开放，游客需在美团平台进行预约，并于参观当日凭身份证和预约码入馆。每日观众限流5000人，上、下午（12:00为分界线点）各2500人，游客既可在当日尚有参观名额的情况下随时预约，也可根据参观日期提前预约。
开放时间：非寒暑假月份（除1-2月及7-8月期间的月份）每周二、三、五、六、日9：30—16：00（15:30停止入馆），周一闭馆，周四仅接待沈阳师范大学校内师生凭校园卡、教师证件等相关证件参观，节假日及大学寒暑假期间开馆时间另行通知。

### 乘车路线
- 地铁：沈阳地铁2号线师范大学站D出入口出站即是。

- 公交：141/157/178/191/192/236/255/326/381/382/393路及稻梦空间直通车“沈阳师范大学”车站下车即是。

注：游客需由沈阳师范大学门前的专用游客中心进出博物馆，不可进入沈阳师范大学校内。